# DI Возничего
DI Возничего (лат. DI Aurigae) — одиночная переменная звезда в созвездии Возничего на расстоянии (вычисленном из значения параллакса) приблизительно 3804 световых лет (около 1166 парсеков) от Солнца. Видимая звёздная величина звезды — от +15,7m до +15,2m.

## Характеристики
DI Возничего — красная углеродная пульсирующая медленная неправильная переменная звезда (LB) спектрального класса C(N:). Эффективная температура — около 3295 К.